# Прекестулен
Прекестулен (норв. Preikestolen — «Кафедра проповедника») или Pulpit Rock («Скала-кафедра»), в древности носила имя Hyvlatonnå — гигантский утёс высотой 604 м над Люсе-фьордом напротив плато Кьераг (норв. Kjerag)  в коммуне Форсанн, Норвегия.
Вершина утёса площадью около 25 × 25 метров, квадратная и почти плоская. Со скалы, нависающей над фьордом, открывается великолепный вид, и благодаря ему скала известна как одна из главных природных достопримечательностей Норвегии. В 2006 году около 95 000 человек в течение 4 летних месяцев предприняли 8-километровую прогулку на Прекестулен.
Тропа на Прекестулен лежит среди разнообразнейших горных ландшафтов. Подъём на скалу от ближайшей автомобильной парковки и остановочного пункта Норвежской ассоциации горного туризма, которые находятся приблизительно в часе езды от Ставангера на пароме и автомобиле, занимает около 3—4 часов туда и обратно.
Путь на Прекестулен сложен, и местами тропа очень крута. Она начинается у «Preikestolhytta Youth Hostel» на высоте около 270 м и поднимается до 604 м. Среднее время восхождения занимает около 2 (двух) часов. Несмотря на то, что перепад высот составляет только 330 м и расстояние — 3,8 км (в одну сторону), фактически подъём длиннее и труднее, потому что тропа многократно поднимается и опускается на перевалах. Ввиду того, что дорога на Прекестулен проложена на разных высотах, она проходит через несколько различных поясов растительности, от лесов у основания до мхов и лишайников на высокогорье.

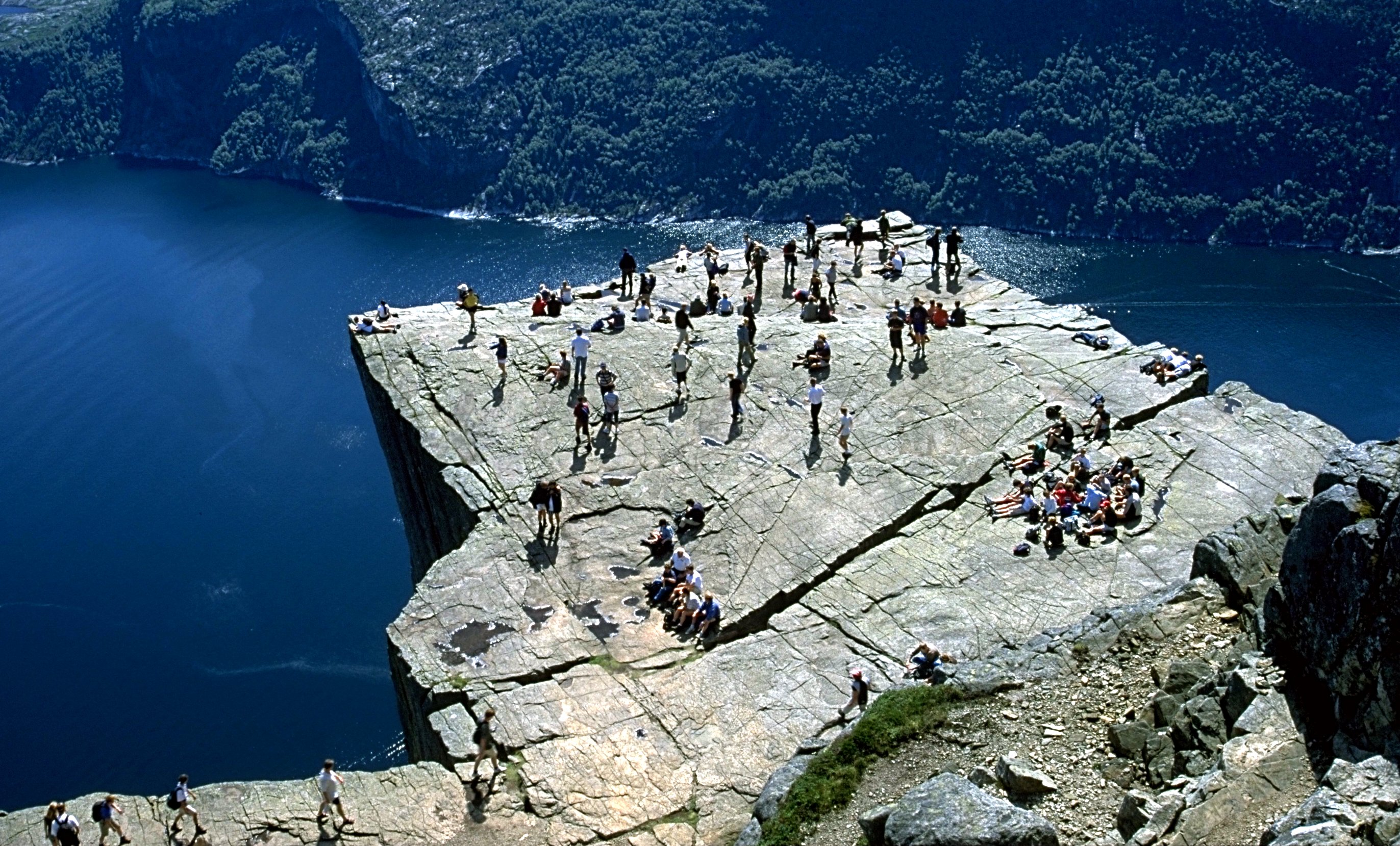